# غوبرت-ماير (فوهة)
غوبرت ماير هي فوهة على كوكب الزهرة، ويبلغ قطرها 35 كم، وتقع فوق جرفٍ على حافة حزام التلال في جنوب أرض عشتار. إلى الغرب منها يوجد انهيار أكثر من كيلومتر واحد (0.6 ميل).
سُميت تخليدًا لذكرى ماريا غوبرت ماير، وهي حاصلة على جائزة نوبل في عام 1963.